# فرودگاه اکیباستوز
فرودگاه اکیباستوز فرودگاهی عمومی واقع در اکیباستوز در کشور قزاقستان است.